# Anobiidae
Anobiidae je čeleď brouků. Larvy několika druhů vrtají ve dřevu a to broukům přineslo jméno červotoč. Několik druhů jsou škůdci, poškozující nábytek nebo dřevěné stavby domů. Nejznámější z nich je červotoč kostkovaný, Xestobium rufovillosum (De Geer, 1774) a červotoč pronikavý, Anobium punctatum (De Geer, 1774)

## Taxonomie
- Anobiinae Kirby, 1837
  - Anobium Fabricius, 1775
  - Gastrallus Jacquelin du Val, 1860
  - Hadrobregmus Thomson, 1859
  - Microbregma Seidlitz, 1889
  - Oligomerus Redtenbacher, 1849
  - Priobium Motschulsky, 1845
  - Stegobium Motschulsky, 1860
- Dorcatominae Thomson, 1859
  - Anitys Thomson, 1863
  - Caenocara Thomson, 1859
  - Dorcatoma Herbst, 1792
  - Stagetus Wollaston, 1861
- Dryophilinae LeConte, 1861
  - Dryophilus Chevrolat, 1832
  - Grynobius Thomson, 1859
- Ernobiinae Pic, 1912
  - Episernus Thomson, 1863
  - Ernobius Thomson, 1859
  - Ochina Sturm, 1826
  - Xestobium Motschulsky,1845
- Eucradinae Le Conte, 1861
  - Hedobia Dejean, 1821
- Ptilininae Shuckard, 1840
  - Pseudoptilinus Leiler, 1963
  - Ptilinus Müller, 1764
- Ptininae Latreille, 1802
  - Eupauloecus Mulsant & Rey, 1868
  - Gibbium Scopoli, 1777
  - Mezium Curtis, 1828
  - Niptus Boieldieu, 1856
  - Pseudeurostus Heyden, 1906
  - Ptinus Linnaeus, 1767
  - Sphaericus Wollaston, 1854
  - Trigonogenius Solier, 1849
- Xyletininae Gistel, 1856
  - Lasioderma Stephens, 1835
  - Xyletinus Latreille, 1809